# Lauro Rossi
Lauro Rossi (ur. 19 lutego 1810 w Maceracie, zm. 5 maja 1885 w Cremonie) – włoski kompozytor operowy.

## Życiorys
Ukończył konserwatorium w Neapolu (dyplom w 1829), gdzie jego nauczycielami byli Giovanni Furno, Nicola Antonio Zingarelli i Girolamo Crescentini. Tam też w 1829 roku wystawił swoją pierwszą operę, Le contese villane. W latach 1831–1834 był dyrektorem Teatro Valle w Rzymie. Jego dziesiąta z kolei opera, La casa disabitata o I falsi monetari, została wystawiona w 1834 roku na deskach mediolańskiej La Scali i cieszyła się dużym powodzeniem na scenach włoskich, docierając też do Paryża.
W 1835 roku wyjechał Meksyku, gdzie został impresariem włoskiej grupy operowej, z którą odwiedził Hawanę i Nowy Orlean. W 1841 roku poślubił czeską śpiewaczkę Isabellę Obermeyer i wyjechał do Indii, gdzie prowadził kursy muzyczne w Madrasie. W 1843 roku wrócił do Włoch i wystawiał swoje dalsze opery, z których największą popularność zdobyła La Contessa di Mons (wyst. Turyn 1874). Od 1850 do 1871 roku był dyrektorem konserwatorium w Mediolanie, następnie od 1871 do 1878 roku w Neapolu. W 1880 roku osiadł w Cremonie.

## Twórczość
Napisał łącznie 29 oper. Na wczesną twórczość Rossiego wpływ wywarła opera buffa w stylu Gioacchino Rossiniego, później zastosował nowe rozwiązania sceniczno-muzyczne, zbliżając się do twórców grand opery. Napisał podręcznik do harmonii, Guida a un corso di armonia. Practica orale (wyd. Mediolan 1858). Do jego uczniów należeli Amilcare Ponchielli, Antonio Cagnoni i Arrigo Boito. Jako jeden z pierwszy we Włoszech interesował się muzyką dawną, studiował twórczość Girolamo Frescobaldiego i doprowadził do wystawienia Orfeusza i Eurydyki Ch.W. Glucka.